# Prinzessin-Elisabeth-Land

Prinzessin-Elisabeth-Land innerhalb des Australischen Antarktis-Territoriums

Das Prinzessin-Elisabeth-Land (englisch Princess Elizabeth Land) ist der Sektor des Kontinents Antarktika zwischen den Längengraden 73° Ost und 87° 43′ Ost. Es erstreckt sich von der antarktischen Küste (64° 56′ Süd) östlich des Amery-Schelfeises bis zum Südpol. Es gehört zum international nicht anerkannten Australischen Antarktis-Territorium.
Die Küste wird in folgende Abschnitte untergliedert:
- Ingrid-Christensen-Küste, 73°35'O bis 81°24'O
- Leopold-und-Astrid-Küste, 81°24'O bis 87°43'O

Das Prinzessin-Elisabeth-Land wurde am 9. Februar 1931 während der British Australian and New Zealand Antarctic Research Expedition (BANZARE) von 1931/32 durch Sir Douglas Mawson entdeckt und wurde nach Prinzessin Elisabeth, der späteren britischen Königin Elisabeth II., benannt.
Im Januar 1957 wurde anlässlich des Internationalen Geophysikalischen Jahres im Prinzessin-Elisabeth-Land die Davis-Station in Betrieb genommen, die heute innerhalb des Netzwerkes der antarktischen Forschungsstationen Australiens eine Schlüsselposition einnimmt.